# Fernando Rodríguez (bobbista)
Fernando Isidoro Rodríguez Jurado (Buenos Aires, 25 febbraio 1931) è un ex bobbista argentino.

## Biografia
Suo zio paterno Arturo Rodríguez fu campione olimpico nel pugilato ai Giochi olimpici estivi di Amsterdam 1928 e come rugbista a 15 più volte internazionale. Anche i suoi cugini Arturo jr e Marcelo furono anch'essi rugbisti internazionali per l'Argentina..
Partecipò alle Olimpiadi invernali di Innsbruck 1964 nel bob a due, in con cui concluse diciottesimo assieme a Héctor Tomasi, e nel bob a quattro, dove concluse sedicesimo con Héctor Tomasi, Carlos Alberto Tomasi e Hernán Agote.